# Ryke Geerd Hamer
Ryke Geerd Hamer (17 de maio de 1935 - 2 de julho de 2017), um médico, cientista e teologo alemão, foi o criador da Nova Medicina Germânica, formalmente conhecida apenas como 'Nova Medicina', um sistema de prova cientifica da medicina que alterca a permeabilidade da cura do câncer.A Liga Suíça do Câncer primeiramente validou todos os estudos e provas do Dr. Hamer, cedendo depois ao lobie farmaceutico desmentindo o que antes tinha verificado como certo.
Hamer deteve uma licença para a prática de medicina de 1965 a 1983, quando foi revogada por negligência mesmo tendo sido julgado e ganho todos os processos em tribunal. 
Entrevista com o Dr. Hamer (1992) 
"Depois de dar uma conferência em Viena em maio de 1991, um médico trouxe-me uma tomografia computorizada (TC) do cérebro de um paciente. Na presença de outros 20 colegas - incluindo vários radiologistas e especialistas em tomografia computorizada - ele pediu-me para lhes dizer em que condição estava o corpo do paciente e os conflitos correspondentes a cada um dos sintomas. Eles sugeriram que, conhecendo apenas o nível do cérebro, eu deveria concluir sobre o estado dos outros dois níveis (orgânico e psíquico). Em seguida, diagnostiquei, por tomografia computorizada, um carcinoma de bexiga com sangramento na fase de cicatrização, um carcinoma de próstata antigo, uma condição diabética, um carcinoma brônquico antigo e paralisia sensorial em uma determinada área do corpo - e para cada um deles, o choque biológico correspondente que o paciente deve ter experimentado. Nesse momento, o médico congelou na frente de todos os seus colegas e disse: "Dr. Hamer, parabéns! Cinco afirmações, cinco ocorrências. O paciente teve exactamente o que você disse. E além disso, você foi capaz de perceber a diferença dos sintomas que o paciente tem agora dos que teve no passado.""

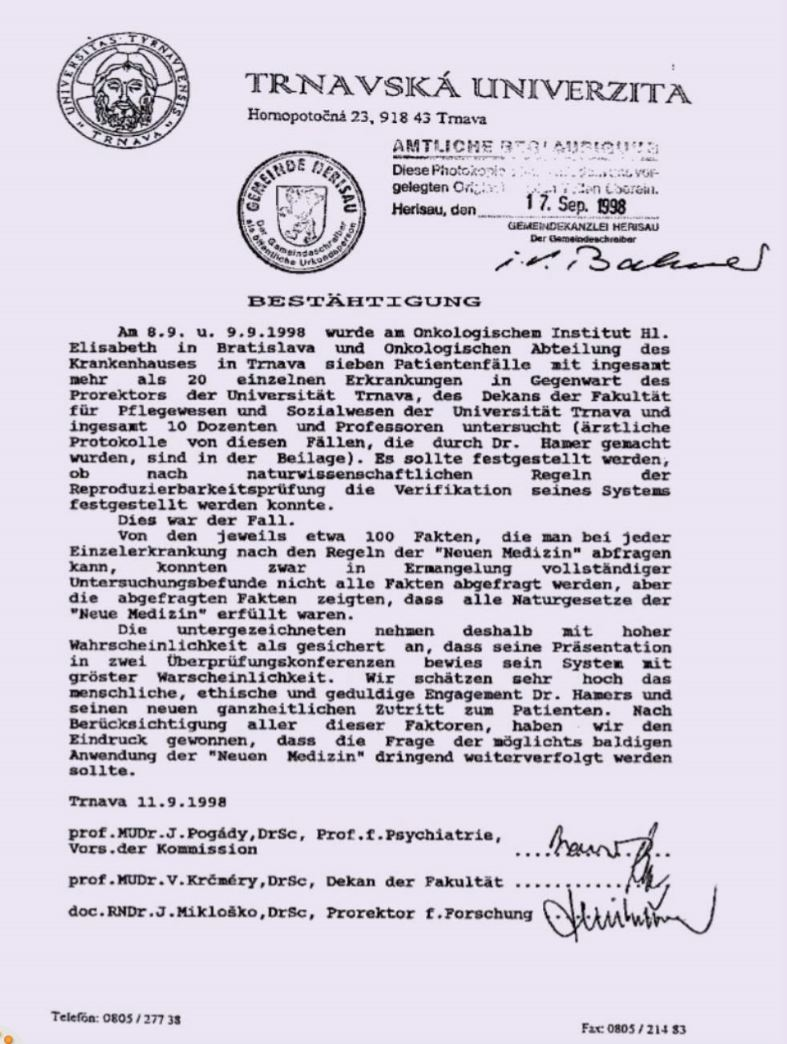
Universidade de Trnava - Prova da GNM

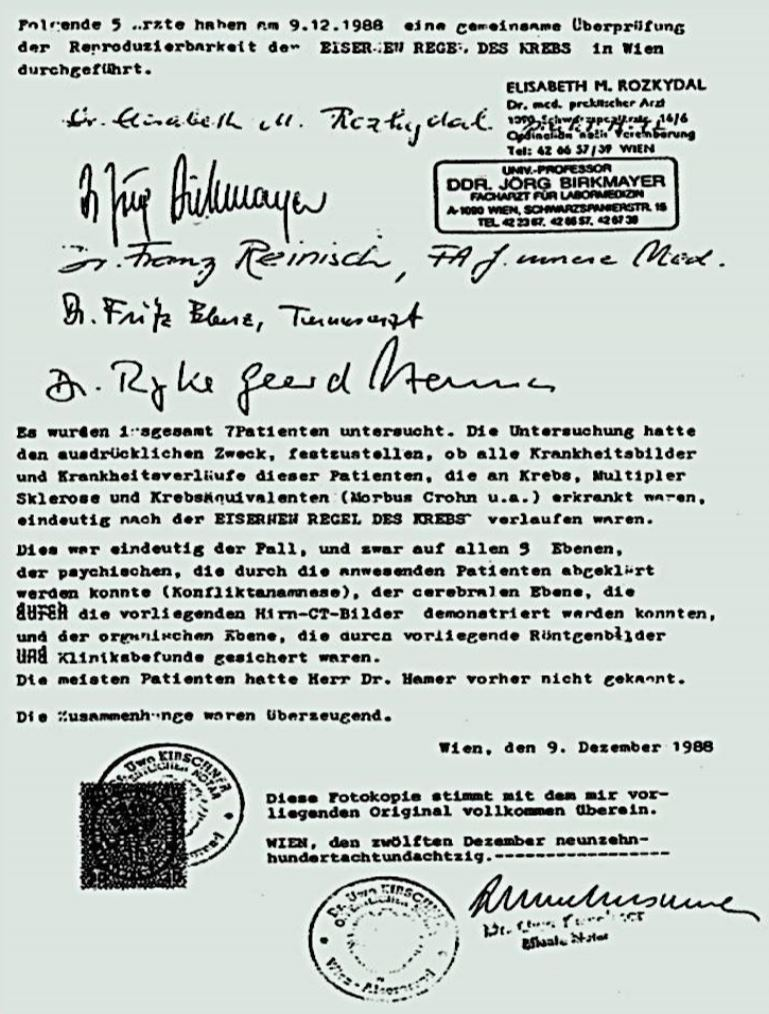

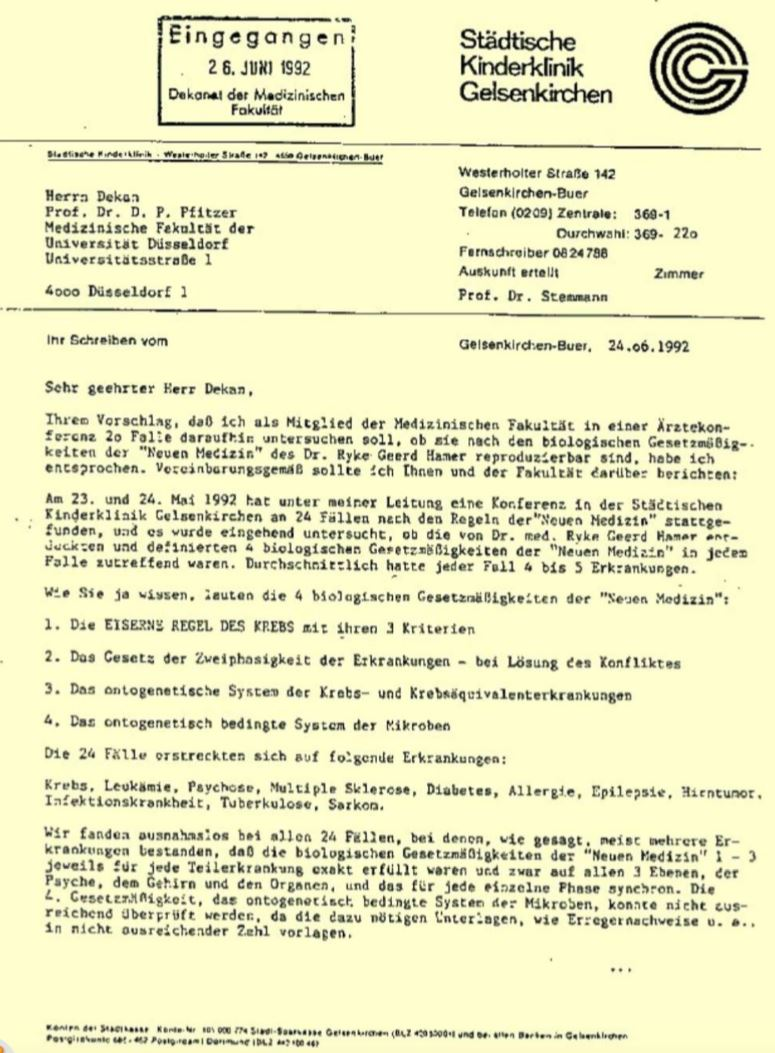
Universidade de Dusseldorf

## Biografia
Ryke Geerd Hamer nasceu em Mettrann, Alemanha, em 1935. Admitiu seu diploma facultativo com 18 anos, incoando sua atividade médica e teóloga em Tübingen, onde encontraria Sigrid Oldenburg, uma estudante de medicina que viria a ser sua esposa.
Com 20 anos, Ryke completou o exame preliminar para o exercício de medicina, e, em abril de 1962, obteve êxito em seu exame do estado médico, em Marburg. Um ano após, auferiria a licença profissional como doutor em medicina.
Depois de franquear por anos as universidades de  Tübingen e Heildelberg, Hamer concluiu sua especialização médica geral em 1972. Tendo contribuído com muitas práticas de sua esposa, patenteou uma grande gama de equipamentos.
Sua licença para a práxis de medicina seria desarticulada em 1986, por um julgamento da corte, o qual foi reativo em 2003. Entretanto, Ryke permaneceu a tratar pacientes, o que engendrou veementes investigações sobre as denúncias de negligência e posteriores mortes de pacientes. Ganhou em tribunal, sob acusações de exercício ilegal de doutrina e fraude, cindida nos países da Alemanha (1997-1998), França (2004-2006), e Espanha (2006-2007) Antes da tentativa de condenação, Hamer possuía clínicas na Alemanha, Bélgica, Itália, Áustria e Holanda,  residindo efemeramente na Noruega.

## Nova Medicina Germânica
Em 8 de agosto de 1978, o filho de Hamer, Dirk, foi alvejado pelo filho do último rei da Itália, Vittorio Emanuele de Savoy. Na faixa, descansava numa ilha, Cavallo, no mar mediterrâneo, falecendo em 7 de dezembro do mesmo ano. Em algum ponto paralelo à morte de Dirk, Hamer passou a desenvolver a Nova Medicina, sendo sumarizada como as "cinco leis biológicas":
- 1ª lei (Regra de Aço [Ferro]): severos problemas soerguem num indivíduo que instiga a progressão de um evento chocante, experienciado com ardor pela pessoa, elucidando o drama e isolamento sobre a localização de atividades extraordinárias no cérebro, que pode ser expendida após uma verificação, numa câmara de tomografia computadorizada, como uma seção de anéis concentrados, alcunhados 'focos de Hamer'. Tal conjunto conjectura a situação da futura complicação no corpo. O desenvolvimento cursivo do conflito define a graduação de ambas as zonas avultadas, bem como sua complicação ulterior.
- 2ª lei (dois estágios da complicação): um paciente que não solve seu conflito inceptivo fugazmente incentiva a fase conflituosa, na qual o sistema nervoso simpático predomina, suscitando uma manifestação de "frio" na carcaça da pele, enfaticamente nas extremidades, conciliando-se a  stress, perda de peso e distúrbios do sono. Se, porém, o paciente tenta manipular o controle da enfermidade, irrompe uma segunda fase conflituosa, engajada a sua pós-resolução, onde, consecutivamente, o sistema nervoso parassimpático sobrepuja-se. Comumente diagnosticada como uma fração separada de doenças  reumatológicas,  infecciosas,  alérgicas, alberga eminentes risos; todavia, sendo superada, dela advém a cura resoluta. Em algumas circunstâncias, não solucionar-se o conflito, mas rebaixá-lo a um patamar plausível, pode ser preferível a enfrentar a segunda manifestação.
- 3ª lei (sistema de complicações ontogenéticas): Hamer propõe que tal avanço da enfermidade é, primordialmente, transfixado pelo cérebro, variando do "velho cérebro" (diencéfalo e cerebelo) ao novo cérebro. O cérebro antigo exerce a administração de funções primitivas, lidando com sobrevivência básica, conforme a respiração, alimentação e reprodução agem, enquanto o novo cérebro atina a problemas mais 'específicos' e plurais, particulares, tais como conflitos territoriais, separação de conflitos, desvalorização e identidade. A teoria de Hamer está associada à ciência da embriologia, uma vez que vincula o tipo de progressão enferma - seja envolvendo aumento tecidual (crescimento tumoral), perda tecidual (necrose ou ulceração) ou comprometimento funcional - com a camada germinativa embrionária (endoderme, mesoderma ou ectoderma), da qual se originam os tecidos orgânicos e as regiões cerebrais. Conflitos que aderem a foco, seja na haste cerebral - incumbida de controles corporais derivados da endoderme - ou no cerebelo - que controla estímulos promovidos na mesoderma -, expõem multiplicação celular na fase ativa do conflito, e destruição de tumores resultantes no estágio de cura. Conflitos conduzidos pelo cérebro (afetando o restante da mesoderme - tecidos derivados e todo ectoderma) incorporam redução celular, prejuízo funcional ou interrupção durante a fase ativa, e a restauração dos tecidos danificados em meio a fase de cura - simbolizando, analogicamente, um tumor.
- 4ª lei (sistema ontogenético de  micróbios): micróbios não provocam doenças, sendo usados pelo corpo, a instruções cerebrais, para otimizar o patamar curativo, sugerindo os micróbios postulados estão vagos quando requeridos. Fungos e microbactérias trabalham em tecidos originados na endoderme, bem como sobre alguns tecidos remetentes à mesoderme. Bactérias trabalham em todos os tecidos derivados da endoderme, e vírus, em alguns da ectoderma. Ryke realça que tais seres, exceto por seu estereótipo antagonístico, realmente reservam uma efervescente contribuição durante a cura, e que certas intervenções da medicina genérica são contraprodutivas ao ingerir sobre estes processos naturais de recuperação.
- 5ª lei (quintessência): o conflito ao qual o ser é subalterno e sua fase de cura, concernente à fase de abatimento da doença, como descrito acima, constitui um "significado especial para programas da natureza", desenvolvido enredado à fase  evolutiva das espécies, para permitir a organismos o funcionamento opulento de seus estímulos, ordenadamente, aliando a possibilidade de reação a eventos emergencialmente oblíquos.